# Гаргоров, Эмиль
Эмиль Гаргоров (болг. Емил Гъргоров; род. 15 февраля 1981 года) — болгарский футболист, полузащитник клуба «Витоша (Бистрица)».

## Клубная карьера
Эмиль начал профессиональную карьеру в молодежном футбольном клубе «Локомотив» из Софии, в 1990 году. В 1999 году перешел в основной состав, где играл на протяжении 3 лет, вплоть до 2002 года. ЗА это время провел 66 матчей, в которых забил 13 мячей.

В 2002 году перешел в «ЦСКА» из того-же города. За 4 года в его составе провел 92 матча и забил 49 голов.

В 2006 году перешел в французский «Страсбур», где играл еще 4 года. За это время провел 51 матч, и забил 6 голов.